# بيتر هيل
بيتر هيل (بالإنجليزية: Peter Hill)‏ (8 أغسطس 1931 في المملكة المتحدة - 12 يناير 2015) هو لاعب كرة قدم بريطاني في مركز مهاجم داخلي. لعب مع كوفنتري سيتي.